# Kostel Narození Panny Marie (Běrunice)
Římskokatolický kostel Narození Panny Marie v Běrunicích byl postaven v letech 1716 až 1719 na místě staršího zchátralého kostela zbořeného v roce 1716, který byl vybudován nejspíše již před rokem 1354. Kostelní věž byla přistavěna v roce 1770.
Opravy kostela různého rozsahu proběhly v letech 1797 (výměna střechy za prejzovou), 1912/1913, 1983 (výměna střechy za plechovou) a 1998 (věž).
Zdejší farnost, která existovala již před husitskými válkami, byla v roce 1620 zrušena a kostel změněn na filiální ve farnosti královéměstecké. V roce 1787 byla zřízena lokálie. K 1. lednu 2009 byla farnost zrušena a kostel se stal filiálním ve farnosti Městec Králové.
Kostel je chráněn jako kulturní památka České republiky.

## Duchovní správcové
- Václav Dvorský (1787 až 1824)
- František Fiala (1824 až 1829)
- Václav Stránský (1829 až 1844)
- Jan Novotný (1844)
- Jan Chládek (1844 až 1862)
- František Veselý (1862)
- Leopold Richter (1862 až 1891)
- Josef Synáček (1891)
- Václav Vintera (1891 až 1912)
- Jindřich Jakubička (od roku 1912)
- Eduard Matouš (do roku 1951)
- Václav Nývlt (administrátor excurrendo z Lovčic minimálně v letech 1988 až 1998)
- Václav Černý (administrátor excurrendo z Městce Králové v letech 1998 až 2001)
- ThMgr. Robert Pietrzak (administrátor excurrendo z Městce Králové od roku 2002 do 31. července 2007)
- Mgr. Jindřich Tluka (administrátor excurrendo z Městce Králové od 1. srpna 2007 do 31. prosince 2008)

Zdejší kaplani:
- František Růžička (1884 až 1885)
- Josef Synáček (1885 až 1891)